# 游须蚕
游须蚕（学名：Pontodora pelagica）为须蚕科须蚕属的动物。分布于日本海、地中海、西北太平洋、南大西洋、北大西洋以及中国南海等海域，主要栖息于暖水性海域。